# Hiawatha (film 1952)
Hiawatha (org. Hiawatha) – amerykański film przygodowy z 1952 roku w reż. Kurta Neumanna na podstawie poematu Henry’ego Wadswortha Longfellow'a pt. The Song of Hiawatha. 

## Opis fabuły
Tytułowy Hiawatha to wojownik północnoamerykańskiego, indiańskiego plemienia Odżibwejów. Plemię to od lat żyje zwaśnione ze swoimi sąsiadami – Dakotami i Illinoisami. Decyzją starszyzny plemiennej Hiawatha wraz z dwoma towarzyszami zostaje wysłany na ziemię Dakotów celem nawiązania przyjaznych stosunków. Podczas wędrówki trzej towarzysze, aby jak najlepiej wykonać swoją misję, postanawiają rozdzielić się. Samotny Hiawatha zostaje znienacka zaatakowany przez niedźwiedzia. Z opresji ratuje go Dakota – wyrabiacz strzał imieniem Lakku. Zabiera go do obozu Dakotów i powierza swojej pięknej córce Minnehaha aby go pielęgnowała. Młodzi szybko zakochują się w sobie. Hiawatha podczas pobytu w obozie Dakotów przekonuje się, że ci nie żywią wrogich zamiarów wobec Odżibwejów i pragną pokoju. Odchodzi ku swoim z trzema strzałami wykonanymi przez Lakku jako prezent dla wodza Odżibwejów Megissagłoany i obietnicą powrotu dla Minnehahei. Jednak nie wszyscy wojownicy plemienia Odżibwejów pragną pokoju. Kilku z nich pod wodzą Papakiłisa dąży ku wojnie z sąsiednimi plemionami. Dzięki niej liczą na chwałę i zaszczyty. Podczas zwiadu zabijają kilku myśliwych plemienia Illinoisów, prowokując ich atak na wioskę. Nie w smak jest im również dakocka kobieta Hiawathy, którą ten sprowadza do obozu i oficjalnie poślubia. Papakiłis, używając strzały Dakotów – prezentu od Lakku, zabija Kłasinda – jednego ze swoich współplemieńców zrzucając winę na Dakotów. Podczas nieurodzaju zbiorów, wobec widma głodu podczas zimy, zbiera wojowników na wyprawę wojenną przeciwko Dakotom, którym niczego nie brakuje. Uzyskuje na nią zgodę starszyzny plemiennej z kilkudniowym odroczeniem terminu wyprawy do czasu powrotu Czibiabosa – emisariusza wysłanego do Dakotów z prośbą o żywnościową pomoc. Dakotowie zgadzają się jej udzielić Odżibwejom, jednak podstępny Papakiłis zabija skrytobójczo posłańca w drodze powrotnej, ponownie używając strzały Dakotów. Odżibwejowie przekonani o złej woli Dakotów organizują wyprawę na ich obóz. Bierze w niej udział również Hiawatha, który chociaż przeciwny wojnie, przekonany o śmierci Kłasinda i Czibiabosa z rąk Dakotów, chce pomścić przyjaciół. O świcie, tuż przed porą planowanego ataku, Hiawatha samotnie przekrada się do obozu Dakotów i wigwamu ich wodza Madżekiłisa. Tam początkowo walczy z nim, jednak gdy dowiaduje się od niego, że to nie Dakotowie zabili Kłasinda, a ich posłańca Czibiabosę odprawili z propozycją żywnościowej pomocy dla Dakotów, oraz że Madżekiłis jest jego ojcem, który przed laty wbrew swojej woli musiał porzucić matkę Hiawathy, zaprzestaje pojedynku. Orientując się, że zaszło nieporozumienie obydwaj mężczyźni wraz ze starszyzną Dakotów wychodzą naprzeciw podchodzącym do obozu Odżibwejom. Dzięki identyfikacji strzał podarowanych onegdaj Megissagłoanowi przez Lakku, wszyscy przekonują się o niewinności Dakotów i że prawdziwym zabójcą Kłasinda i Czibiabosa jest Papakiłis. Dochodzi do śmiertelnego pojedynku pomiędzy Hiawathą a Papakiłisem, z którego zwycięsko wychodzi Hiawatha. Nic już nie stoi na przeszkodzie pokojowemu współżyciu Dakotów i Odżibwejów, a sam Hiawatha wyrusza z pokojowym przesłaniem do innych indiańskich plemion. 

## Obsada aktorska
- Vince Edwards – Hiawatha
- Yvette Duguay – Minnehaha
- Stuart Randall – Madżekiłis
- Keith Larsen – Papakiłis
- Morris Ankrum – Jagu
- Alden Chase – Lakku
- Eugene Iglesias – Czibiabos
- Ian MacDonald – Megissagłan
- Armando Silvestre – Kłasind
- Katherine Emery – Nokomis
- Richard Bartlett – Czanang
- Michael Tolan – Najadżi
- Henry Cordon – Ottobang
- Michael Tolan – Adżałak

i inni.